# Gerhard Endress
Gerhard Endress, o Endres (Friedrichsdorf, 23 ottobre 1939), è un arabista tedesco.
Nel 1965 divenne assistente nella Universität Frankfurt am Main, nel neo-istituito Seminario Orientale (Orientalisches Seminar), diventando docente nel 1972. Dal 1975 al suo pensionamento in qualità di Professore Emerito, insegnò Arabistica e Islamistica nella Ruhr-Universität Bochum, in cui era diventato Professore ordinario.
Endress è stato un membro a pieno titolo dal 1983 dell'Accademia delle Scienze del Landtag della Renania Settentrionale-Vestfalia (Nordrhein-Westfälische Akademie der Wissenschaften). 

Nel 2002 è stato Visiting Professor nell'École pratique des hautes études di Parigi.
I suoi principali campi d'interesse e di ricerca sono la filosofia araba e la storia della scienza nel mondo arabo, l'Islam, la cultura europea nel Medioevo e la filologia araba, in particolare la Letteratura araba classica. Uno speciale interesse, curato da pochi studiosi, è rappresentato dagli studi di argomenti legati alla tradizione greco-arabica, tra cui le traduzioni e le opere originali di ambiente greco-arabo. Endress è l'editore di una traduzione in arabo del neoplatonico Proclo e, con Dimitri Gutas, dirige l'opera relativa al lessico greco-arabo A Greek and Arabic Lexicon.

## Scritti scelti
- (ed.) Proclus Arabus. Zwanzig Abschnitte aus der Institutio theologica in arabischer Übersetzung, Wiesbaden, Steiner, 1973
- Die wissenschaftliche Literatur. In: H. Gätje (a cura di): Grundriss der arabischen Philologie. vol. 2, Wiesbaden, 1987, pp. 400–506
- Die arabisch-islamische Philosophie des Mittelalters, ein Forschungsbericht. In: Zeitschrift für die Geschichte der arabisch-islamischen Wissenschaften. 5, 1989, pp. 1–47
- Philosophie. In: W. Fischer (a cura di): Grundriss der arabischen Philologie. vol. 3. Wiesbaden, 1992, pp. 25–61
- (con Dimitri Gutas): A Greek and Arabic Lexicon (GALex): Materials for a Dictionary of the Medieval Translations from Greek into Arabic. Leida, Brill, 1992- (Handbuch der Orientalistik, Prima parte: Der Nahe und der Mittlere Osten, vol. 11)
- Der Islam. Eine Einführung in seine Geschichte. Monaco di Baviera, C. H. Beck, 1997, ISBN 3-406-42884-3
- Islam: an historical introduction, Edimburgo, 1988, 2ª ediz., 2002, Google Book
- in collaborazione con Fuat Sezgins 1967-2007 (13 volumi pubblicati), Geschichte des Arabischen Schrifttums. Tradition und Aufbruch in Frankfurter Rundschau und Qantara, 2004
- Der Islam in Daten, Monaco di Baviera, C. H. Beck, 2006, ISBN 3-406-54096-1, Google Book